# George Elwood Smith
George Elwood Smith (10. května 1930 White Plains, New York, USA – 28. května 2025 Barnegat Township) byl americký vědec a spoluvynálezce CCD čipu (charge-coupled device). Byl oceněn čtvrtinovým podílem Nobelovy ceny za fyziku za „vynález zobrazovacího polovodičového obvodu – senzoru CCD“ v roce 2009.

## Život
Smith se narodil ve White Plains ve státu New York. Sloužil v americkém námořnictvu, bakalářský titul dosáhl na University of Pennsylvania v roce 1955 a titul PhD získal na University of Chicago v roce 1959.
Působil v Bell Labs v Murray Hill, New Jersey od roku 1959 do svého odchodu do důchodu v roce 1986, kde vedl výzkum v oblasti nových laserů a polovodičových součástek. Během svého působení zaregistroval desítky patentů.
V roce 1969 Smith a Willard Boyle vynalezli CCD, za který obdržel v roce 1973 od Institutu Franklin medaili Stuart Ballantine, v roce 1974 ocenění IEEE Morris N. Liebmann Memorial Award, v roce 2006 ocenění Charles Stark Draper Prize a v roce 2009 Nobelovu cenu za fyziku.
Když v únoru 2006 získali Boyle a Smith ze tento svůj převratný vynález ocenění Americké národní akademie ve výši $500 000 (po několika předchozích oceněních v rámci celého světa), Boyle vzpomněl, že práce na vynálezu CCD fakticky trvala zhruba pouhou hodinu, kdy nejprve se Smithem načrtli na tabuli několik obrázků, a pak prostě šli do laboratoře první jednoduché CCD zrealizovat.

## CCD

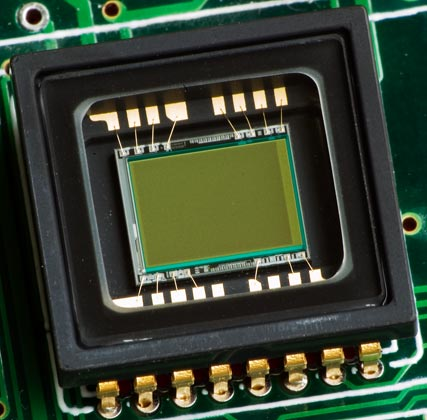
CCD čip ve fotoaparátu

CCD je elektronická součástka používaná pro snímání obrazové informace. Uplatnění má například ve videokamerách, digitálních fotoaparátech, faxech, scannerech, čtečkách čárových kódů, ale i řadě vědeckých přístrojů, jakými jsou například astronomické dalekohledy (včetně například Hubbleova teleskopu).
Zkratka CCD pochází z anglického Charge-Coupled Device, což v překladu znamená zařízení s vázanými náboji.